# The Adventures of Superman
The Adventures of Superman ist der Titel einer US-amerikanischen Hörspielserie, die erstmals 1940 bis 1951 ausgestrahlt wurde. Sie geht auf den gleichnamigen Comic-Helden Superman zurück.
Die vorproduzierte Serie hatte am 12. Februar 1940 bei dem New Yorker Mittelwellensender WOR Premiere und wurde anfangs von zehn, schließlich von 62 Sendern übernommen. Auf MBS wurde Superman von 1942 bis 1949 in 15-minütigen Folgen, die drei bis fünf Mal pro Woche ausgestrahlt wurden, präsentiert. Später wurde die Serie auf eine halbe Stunde Sendezeit ausgedehnt.

## Inhalt
Die ersten 19 Folgen haben individuelle Titel und erzählen stark gestrafft den Hintergrund der Superman-Saga. Folge 1 („The Baby from Krypton“) schildert die dramatische Rettungsaktion eines Kleinkindes, das von seinen Eltern ansichts der Zerstörung ihres eigenen Planeten per Rakete Richtung Erde geschickt wird. Während der mehrjährigen Flugzeit wächst Superman und kommt in Folge 2 („Clark Kent, Reporter“) als erwachsener Mann auf der Erde an. Auf Empfehlung der ersten Menschen, die er kennenlernt, entschließt sich Superman unter dem Namen „Clark Kent“ Reporter zu werden, um die Menschheit besser kennenzulernen.
Jede Folge beginnt mit dem später vom Fernsehen übernommenen Jingle: „Up in the sky! Look! It’s a bird. It’s a plane. It’s Superman!“